# Harry Bertoia

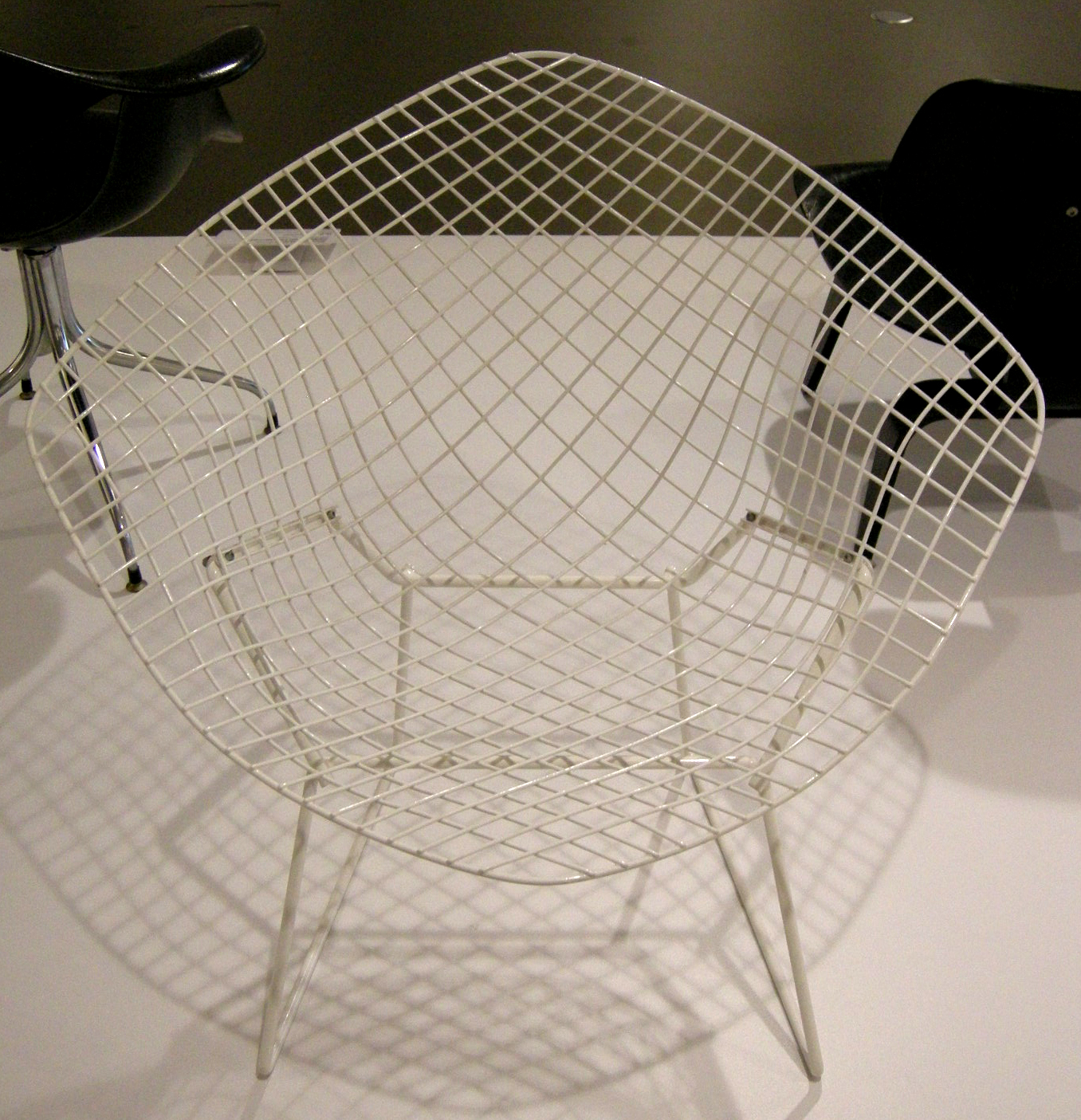
Silla Diamond, 1951.

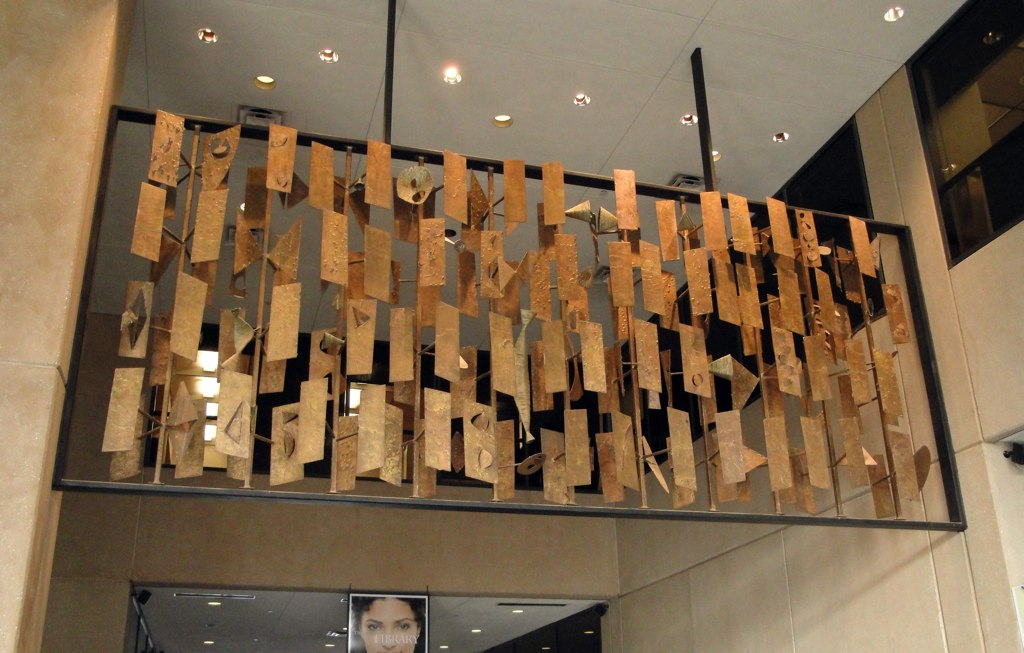
Harry Bertoia, Textured Screen, 1954.

Harry Bertoia (San Lorenzo, 10 de marzo de 1915-Pensilvania, 6 de noviembre de 1978), fue un artista estadounidense nacido en Italia, diseñador gráfico, escultor de arte sonoro y diseñador de mobiliario moderno.

## Biografía

### Inicios
Comenzó a tomar clases de dibujo en 1928. A la edad de 15 años, teniendo que elegir entre quedarse en una Italia asolada por la escasez o mudarse a Detroit, Harry decidió aventurarse e ir a Estados Unidos a vivir con su hermano mayor Oreste. Después de aprender el idioma se inscribió en la Cass Technical High School, donde estudió arte y diseño, y aprendió el oficio de la confección de joyería a mano. En 1936 asistió a la Escuela de Arte de la Sociedad de Artes y Oficios de Detroit, actualmente conocida como College for Creative Studies. El año siguiente, en 1937, recibió una beca para estudiar en la Cranbrook  Academy of Art, donde se encontró por primera vez con Walter Gropius, Edmund N. Bacon, Ray y Charles Eames y Florence Knoll.

### Carrera
Tras empezar como estudiante de pintura, pronto, en 1939, le pidieron que se encargara de reabrir el taller metalúrgico, donde Bertoia enseñó diseño de joyería y metalúrgica. Más adelante, a medida que las restricciones debidas a la guerra hacían que el metal fuera un producto escaso y caro, comenzó a concentrar sus esfuerzos en la creación de joyas. Cuando dejó de tener acceso al metal, que se dedicaba en exclusiva a fines bélicos, se convirtió en instructor gráfico. Se casó con Brigitta Valentiner en 1943, cuando aún vivía en Cranbrook, y posteriormente ambos se mudaron a California donde trabajó para Charles y Ray en la Molded Plywood Division de la Evans Product Company. Bertoia trabajó allí hasta 1946, y posteriormente vendió sus trabajos de joyería y monotipos hasta que consiguió un empleo en el Electronics Naval Lab en La Jolla (California). 
En 1950 fue invitado a mudarse a Pensilvania para trabajar con Hans y Florence Knoll (Florence también era una graduada de Cranbrook). Durante este período diseñó cinco piezas que fueron conocidas como la Colección Bertoia para Knoll, realizadas en formas esculturales en un intrincado trabajo de acero. Entre estas se encontraba la famosa Silla Diamond.
Usando las palabras del propio Bertoia: 

Si se observan estas sillas, están principalmente hechas de aire, como una escultura. El espacio pasa a través de ellas.
Harry Bertoia

Las sillas fueron producidas variando los grados de tapizado sobre su ligero entramado, y en un principio fueron realizadas manualmente ya que no se encontraba un proceso adecuado para su producción en serie. Desafortunadamente, el contorno utilizaba dos finos alambres soldados a cada lado de la malla del asiento y este diseño ya había sido patentado y era producido por Herman Miller. Herman Miller finalmente ganó la batalla por la patente y Bertoia & Knoll tuvieron que rediseñar el contorno de sus sillas, utilizando un único alambre, más grueso, para el contorno, y suavizando los bordes de los alambres del asiento, de la misma forma en la que las sillas son producidas hoy. A pesar de esto, el éxito comercial del que gozó la silla con forma de diamante fue inmediato.

### Arte sonoro
El éxito de ventas de las sillas Diamond permitió a Bertoia dedicarse por completo a la escultura a partir de mediados de los cincuenta. A principios de los sesenta comenzó a experimentar con esculturas sonoras, que producían sonidos al ser movidas por las personas o el viento, llegando incluso a dar conciertos utilizando sus creaciones, y produciendo una serie de álbumes denominada Sonambient.